# 無鱗高䲁
無鱗高䲁（學名：Hypsoblennius paytensis），為輻鰭魚綱鳚形目䲁科高䲁屬的一種，分布於東太平洋哥斯大黎加至祕魯海域，本魚體延長形，稍側扁，頭鈍短，頭頂無冠膜，眼上方有3個分枝的觸鬚，雌魚第1個分枝最長，雄魚第12個分枝為眼長的1.5-2.5倍，頭部眼睛後方有一條淺溝，兩眼之間凹陷，頸背無觸鬚，牙齒尖端鈍而扁平，單排，不能移動，兩側頜骨上均無後犬齒，體淺灰黃色至淺棕色，帶有深棕色斑點，身體上半部有許多小馬鞍狀斑紋，眼睛後面有一個大的棕色斑點和一個藍點，眼睛下方有 3-4 條黑條紋，雄魚背鰭前3根棘上有藍褐色斑點，背鰭硬棘11-12枚、背鰭軟條15-16枚、臀鰭硬棘2枚，臀鰭軟條17枚，體長可達8公分，壽命可達6年，棲息在沿海岩石區，雌魚產附著性卵，雄魚有護卵行為，生活習性不明。